# North Adams (Massachusetts)
North Adams é uma cidade localizada no condado de Berkshire no estado estadounidense de Massachusetts. No Censo de 2010 tinha uma população de 13.708 habitantes e uma densidade populacional de 256,76 pessoas por km².

## Geografia
North Adams encontra-se localizada nas coordenadas 42° 40′ 32″ N, 73° 07′ 05″ O. Segundo a Departamento do Censo dos Estados Unidos, North Adams tem uma superfície total de 53.39 km², da qual 52.69 km² correspondem a terra firme e (1.31%) 0.7 km² é água.

## Demografia
Segundo o censo de 2010, tinha 13.708 pessoas residindo em North Adams. A densidade populacional era de 256,76 hab./km². Dos 13.708 habitantes, North Adams estava composto pelo 92.97% brancos, o 2.26% eram afroamericanos, o 0.31% eram amerindios, o 0.73% eram asiáticos, o 0.06% eram insulares do Pacífico, o 1.11% eram de outras raças e o 2.56% pertenciam a duas ou mais raças. Do total da população o 3.47% eram hispanos ou latinos de qualquer raça.